# Etheostoma pyrrhogaster
Etheostoma pyrrhogaster är en fiskart som beskrevs av Bailey och Etnier, 1988. Etheostoma pyrrhogaster ingår i släktet Etheostoma och familjen abborrfiskar. Inga underarter finns listade i Catalogue of Life.